# Garnich so schlimm!
Garnich so schlimm! ist ein Mini-Album des Rap-Duos Alles ist die Sekte (A.i.d.S.), bestehend aus B-Tight & Sido. Es erschien am 4. August 2003 über das Independent-Label Aggro Berlin und wurde über das Label Groove Attack vertrieben.

## Hintergrund
Nach der angekündigten Umbenennung von Royal TS in Alles ist die Sekte handelt es sich um die erste Veröffentlichung unter neuem Namen.

## Titelliste
| # | Titel               | Gastbeiträge | Produzent (Beat) | Länge |
| - | ------------------- | ------------ | ---------------- | ----- |
| 1 | Neu!                |              | Sido & B-Tight   | 3:09  |
| 2 | Safe Sex            |              | Sido & B-Tight   | 3:28  |
| 3 | Sido und B-Tight    |              | Sido & B-Tight   | 4:17  |
| 4 | MV (S/W-Version)    |              | Sido & B-Tight   | 4:04  |
| 5 | Ich mach das        |              | Sido & B-Tight   | 3:40  |
| 6 | Garnich so schlimm! | Tony D       | Sido & B-Tight   | 3:23  |
| 7 | Alles oder nix      | Mesut        | Sido & B-Tight   | 4:11  |
| 8 | Outro               |              | Sido & B-Tight   | 2:32  |
| 9 | Sei keine Bitch     |              | B-Tight          | 2:46  |

## Produktion
Mit Ausnahme des Songs Sei keine Bitch (prod. von B-Tight) wurden alle Stücke des Albums in Zusammenarbeit von Sido und B-Tight produziert. Alle Scratches wurden von Die Sekte-Mitglied DJ Werd beigesteuert.

## Gastbeiträge
Zwei Lieder des Albums enthalten Gastbeiträge von den Die Sekte-Mitgliedern Tony D und Mesut. Der Rapper Mesut ist auf dem Song Alles oder nix vertreten und Tony D tritt auf dem Stück Garnich so schlimm! in Erscheinung.

## Illustration
Auf weißem Hintergrund zeigt das Cover auf der linken Hälfte eine Gestalt mit einer Totenkopf-Maske aus dem Dunkel treten. Auf der rechten Hälfte steht groß in rot der Schriftzug Alles ist die Sekte, darunter in schwarz Garnich so schlimm!. Die grafische Umsetzung erfolgte durch Specter Berlin.

## Musikvideo
Eine Videoauskopplung des Mini-Albums erschien zu dem Song Safe Sex.